# Ребекка Велч
Ребе́кка Велч (англ. Rebecca Welch; нар. 1 грудня 1983, Вашингтона, Тайн-енд-Вір) — англійська футбольна арбітриня. В 2021 році стала першою жінкою, призначеною судити матч Англійської футбольної ліги, коли її призначили судити матч Другої ліги між командами Гаррогейт Тауном та Порт Вейл, що відбувся 5 квітня на стадіоні «ЕнвіроВент» у Харрогіті. Перша арбітриня в історії англійської Прем'єр-ліги.

## Суддівська кар'єра
Працюючи адміністратором в Управлінні ділових послуг Національної служби охорони здоров'я (NHS Business Services Authority), Велч стала футбольним арбітром у 2010 році, але й далі працювала на своїй посаді в NHS до 2019 року. Вона грала у футбол з юних років і навчалася на арбітра в Футбольній асоціації графства Дарем. Її першими двома матчами були жіночі університетські ігри, а потім матч Недільної ліги в Сандерленді, який вона описала як «зовсім інший казанок з кашею» порівняно з університетськими іграми.
За свою кар'єру арбітра вона судила матчі жіночої Суперліги, а також судила фінали Кубка Англії серед жінок у 2017 та 2020 роках. Вона також судила жіночий Суперкубок Англії 2020 року. Починаючи з сезону Національної ліги 2018-19, вона судила кілька матчів чоловічої Національної ліги. У грудні 2020 року була включена до елітного жіночого списку УЄФА, приєднавшись до інших жінок-арбітрів, які судять міжнародні матчі, включаючи Стефані Фраппарт з Франції та Бібіану Штайнгаус з Німеччини.
Футбольна асоціація оголосила про призначення Велч арбітром матчу «Харрогейт» — «Порт Вейл» 30 березня 2021 року. Гра пройшла гладко за ефективного суддівства Велч. Порт Вейл виграв матч 2–0. Двоє гравців отримали жовті картки, але особливих протестів не було, окрім голосної скарги Коннора Холла з Харрогейта про можливе призначення пенальті в першому таймі. Це рішення зробило Велч першою жінкою, призначеною арбітром матчу Англійської футбольної ліги, хоча і не першою жінкою, яка судила під час гри. Емі Фірн була замінена на суддівство останніх 20 хвилин матчу між Ковентрі Сіті та Ноттінгем Форест у лютому 2010 року, коли основний арбітр був змушений покинути матч через травму.
29 грудня 2021 року оголошено, що Велч стане першою жінкою, яка судитиме матч третього раунду чоловічого Кубка Англії. Гра між «Бірмінгем Сіті» та «Плімут Аргайл» відбулася 8 січня 2022 року.
9 січня 2023 року ФІФА призначила її до складу суддів жіночого чемпіонату світу серед жінок 2023 року в Австралії та Новій Зеландії.
23 грудня 2023 року обслуговувала матч між «Фулгемом» і «Бернлі», ставши першою жінкою-арбітром, яка судила матч англійської Прем'єр-ліги.